# 佃庄镇
佃庄镇，是中华人民共和国河南省洛陽市洛龙区下辖的一个乡镇级行政单位。

## 行政区划
佃庄镇下辖以下地区：
黄庄村、东马庄村、后石罢村、大郎庙村、酒务村、西石桥村、东石桥村、牛王庙村、河头村、佃庄村、碑楼村、西马庄村、王圪当村、相公庄村、倪庄村、东大郊村、西大郊村、朱圪当村和关庄村。